# Ternana Calcio
Ternana Calcio är en italiensk fotbollsklubb från Terni, Umbrien. Klubben bildades 1925. Lagfärgerna är röd och grön och klubben spelar sina hemmamatcher på Stadio Libero Liberati. Ternana var det första laget från Umbrien som spelade i högsta serien och totalt spelat två säsonger i Serie A, 1972/1973 och 1974/1975. Klubben spelar för närvarande i Serie B.

## Historia
Klubben bildades 1925 som Terni FBC efter en sammanslagning av klubbarna Terni Foot-Ball Club och Unione Sportiva Ternana. Terni FBC spelade i II Division och I Division (nuvarande Serie B). 1929 bytte klubben namn till Unione Fascista Ternana och 1933 upplöstes den på grund av ekonomiska svårigheter. 1935 nybildades klubben som Polisportiva Mario Umberto Borzacchini efter den kände racerföraren Baconin Borzacchini från Terni som omkommit 1933. 1938 nådde klubben Serie C och var året efter nära att ta sig upp i Serie B.
Efter andra världskrigets slut spelade Ternana Serie B, men 1949 åkte man ur och året efter åkte man ned i Serie D. 1953 åkte laget ur även Serie D och spelade i Promozione. Efter flera år i lägre serier lyckades man 1964 ta sig tillbaka till Serie C och sedan 1968 till Serie B.
1972 tog Ternana äntligen, och som första lag från Umbrien, sig upp i Serie A. Laget var dock illa rustat för högsta serien och vann bara tre av sina trettio matcher och åkte förstås ur. Säsongen efter slutade man trea i Serie B och tog sig åter upp i Serie A. Men inte heller denna gång lyckades man hålla sig kvar. Trots flera duktiga tränare, bland dem under de följande åren Renzo Ulvieri och Cesare Maldini blev klubben kvar i Serie B. Säsongen 1979-1980 nådde man semifinal i Coppa Italia, men samma säsong åkte klubben ur Serie B.
Under 1980-talet pendlade Ternana mellan Serie C1 och Serie C2, innan man 1987 gick i konkurs. 1988 köptes klubben av ett konsortium med Gaspare Gambino i spetsen och 1992 vann man Serie C1 och var tillbaka i Serie B. Ekonomin var dock fortsatt usel.
Sommaren efter, 1993, ombildades klubben igen, nu som Ternana Calcio, och tvingades starta om i Serie D. Efter ett par år i Serie D flyttades klubben upp i Serie C2 och 1996-1997 och 1997-1998 van man två raka uppflyttningar med Luigi Delneri som tränare och var tillbaka i Serie B.
Ternana spelade i Serie B ända fram till 2006 då laget halkade ned i Serie C1. 2010-2011 slutade klubben på nedflyttningsplats, men efter att flera klubbar fått ekonomiska problem blev Ternana kvar i Serie C1. Säsongen efter, 2011-2012, anställdes Domenico Toscano som tränare. Toscano hade två uppflyttningar de fyra föregående säsongerna med Cosenza och under hans ledning vann Ternana sin serie och tog sig åter tillbaka till Serie B.

## Meriter
- Mästare i Serie B: 1

1971-1972
- Mästare i Serie C/Serie C1: 4

1926-1927, 1967/1968, 1991/1992, 2011/2012
- Mästare i Serie C2: 1

1996-1997
- Mästare i Coppa Italia centrale: 1

1937-1938

## Supporters
Ternanas supportrar hör traditionellt hemma till vänster i det politiska spektrumet. Stora ultrasgrupper är Freak Brothers (taget efter The Fabulous Furry Freak Brothers) och Working Class.
Supportrarna har starka band till Atalantas och Sampdorias supportrar, men även till tyska St. Paulis.
Ternana spelar sitt viktigaste derby mot lokalrivalen Perugia, men även lokalderbyna mot Foligno och Gubbio är heta. På grund av supportrarnas starka vänsterorientering är även matcherna mot Lazio, AC Milan, Hellas Verona och Ascoli laddade.

## Spelare

### Spelartruppen
| Nr | Land     | Pos | Namn                |
| -- | -------- | --- | ------------------- |
| 1  | Italien  | MV  | Antony Iannarilli   |
| 2  | Italien  | F   | Alessandro Celli    |
| 3  | Italien  | F   | Carlo Mammarella    |
| 5  | Italien  | MF  | Filippo Damian      |
| 6  | Kroatien | F   | Ivan Kontek         |
| 7  | Italien  | MF  | Federico Furlan     |
| 8  | Italien  | MF  | Mattia Proietti     |
| 9  | Italien  | A   | Alexis Ferrante     |
| 10 | Italien  | A   | Daniele Vantaggiato |
| 11 | Italien  | A   | Giuseppe Torromino  |
| 13 | Italien  | A   | Gioacchino Niosi    |
| 14 | Italien  | F   | Michele Russo       |
| 15 | Italien  | F   | Emanuele Suagher    |
| 16 | Senegal  | F   | Mame Ass Ndir       |

| Nr | Land       | Pos | Namn                                 |
| -- | ---------- | --- | ------------------------------------ |
| 17 | Uruguay    | MF  | César Falletti (lån från Bologna)    |
| 18 | Slovenien  | F   | Matija Boben (lån från Livorno)      |
| 19 | Italien    | A   | Gabriele Onesti                      |
| 20 | Italien    | MF  | Fabrizio Paghera                     |
| 21 | Italien    | MF  | Anthony Partipilo                    |
| 22 | Italien    | MV  | Tommaso Vitali                       |
| 23 | Montenegro | A   | Filip Raičević (lån från Livorno)    |
| 24 | Argentina  | MF  | Diego Peralta                        |
| 25 | Italien    | MF  | Marino Defendi                       |
| 26 | Italien    | F   | Lorenzo Laverone                     |
| 27 | Italien    | F   | Dario Bergamelli                     |
| 28 | Italien    | MF  | Aniello Salzano                      |
| 29 | Frankrike  | F   | Modibo Diakité                       |
| 30 | Italien    | MF  | Antonio Palumbo (lån från Sampdoria) |

### Kända tidigare spelare
Se också Kategori:Spelare i Ternana Calcio
- Luis Jiménez
- Fabrizio Miccoli
- Christan Riganò
- Mario Frick

## Kända tidigare tränare
- Luigi Delneri
- Cesare Maldini
- Renzo Ulvieri